# تعادل شیمیایی
تعادل شیمیایی (به انگلیسی: Chemical equilibrium) به حالتی گفته می‌شود که در آن فعالیت شیمیایی و در نتیجه غلظت واکنشگرها و محصولات در واکنش شیمیایی با گذشت زمان تغییر نکند. معمولاً این تعادل در شرایطی حاصل می‌شود که سرعت واکنش رفت با برگشت برابر باشد.
از دیدگاه ترمودینامیکی تغییرات انرژی آزاد گیبس واکنش در تعادل شیمیایی صفر است. کاهش سطح انرژی و افزایش انتروپی (بی‌نظمی) آن را در دو جهت رفت (مستقیم) و برگشت (معکوس) به‌طور همزمان پیش می‌برند.
در تعادل‌های شیمیایی هیچ‌یک از دو عامل کاهش سطح انرژی و افزایش انتروپی بر دیگری برتری ندارد و به این دلیل تا زمانی که تغییری در شرایط مرزی سیستم رخ ندهد در تعادل خواهد ماند. تغییر دما و حجم و فشار سامانه می‌تواند آن را از تعادل خارج کند و در این حالت واکنش در جهتی که بتواند تأثیر تغییرات اعمال شده را کاهش دهد، سرعت بیشتری نسبت به دیگری پیدا می‌کند.

## ثابت تعادل یک واکنش شیمیایی
ثابت تعادل یک واکنش با قرار دادن غلظت‌مولی یا مولاریته گونه‌های یک واکنش، تقریبی از ثابت تعادلی آن واکنش با قرار دادن فعالیت شیمیایی آنهاست؛ بنابراین در محاسبات دقیق ثابت تعادلی به جای غلظت‌مولی گونه‌ها از فعالیت شیمیایی آن‌ها استفاده می‌کنند. فعالیت شیمیایی با غلظت فرق می‌کند و این تفاوت را در محاسبات ثابت تعادل در نظر می‌گیرند.
ثابت تعادل به غلظت مواد شرکت‌کننده در تعادل و … وابسته نیست. بلکه به دما وابسته است.
اگر ثابت تعادل بسیار کوچک باشد (کمتر از ۱۰ به توان ۱۰-) آنگاه واکنش عملاً غیرممکن است.
اگر این عدد کوچک باشد (کمتر از یک) تعادل در سمت چپ است. یعنی مقدار بسیار کمی از واکنش دهنده‌ها به فراورده تبدیل می‌شوند.
اگر بسیار بزرگ باشد یعنی واکنش کامل است.
اگر بزرگ باشد تعال در سمت راست است و مقدار قابل توجهی از واکنش دهنده‌ها به فراورده تبدیل می‌شوند.

## واکنش تعادلی
واکنش تعادلی به واکنشی گفته می‌شود که در آن واکنشگرها در حالت اولیه در توزیع بولتزمان باشند.